# Förenta nationernas klimatkonferens 2019
Förenta nationernas klimatkonferens 2019 var en klimatkonferens som hölls i Madrid i Spanien den 2–13 december 2019 under chilensk ledning. Mötet var ursprungligen planerat att hållas i Brasilien, och var därefter inplanerat till Chiles huvudstad Santiago de Chile men fick flyttas igen till följd av protesterna i Chile 2019. Mötet hålls årligen mellan parterna i Förenta nationernas ramkonvention om klimatförändringar (UNFCCC, eller klimatkonventionen) och detta är det 25:e i ordningen, därav förkortningen COP25.

## Förspel
Ursprungligen var konferensen tänkt att hållas den 11 till 22 november i Brasilien, men Brasiliens nyvalde president Jair Bolsonaro meddelade i november 2018 att de drar sig ur värdskapet med hänvisning till ansträngd ekonomi.

## Greta Thunberg
I mitten av augusti 2019 for klimataktivisten Greta Thunberg och hennes far Svante från Plymouth över Atlanten till Amerika i segelbåten Malizia II för att först delta i FN:s klimattoppmöte i New York i september för att därefter resa vidare mot konferensen i Chile i början av december. Eftersom konferensen blev flyttad från Chile till Madrid vädjade Greta Thunberg om hjälp med att resa över Atlanten. Hennes nödrop hörsammades och hon avseglade med sin pappa från Virginia med katamaranen La Vagabonde den 13 november 2019.